# Період кристалічної ґратки

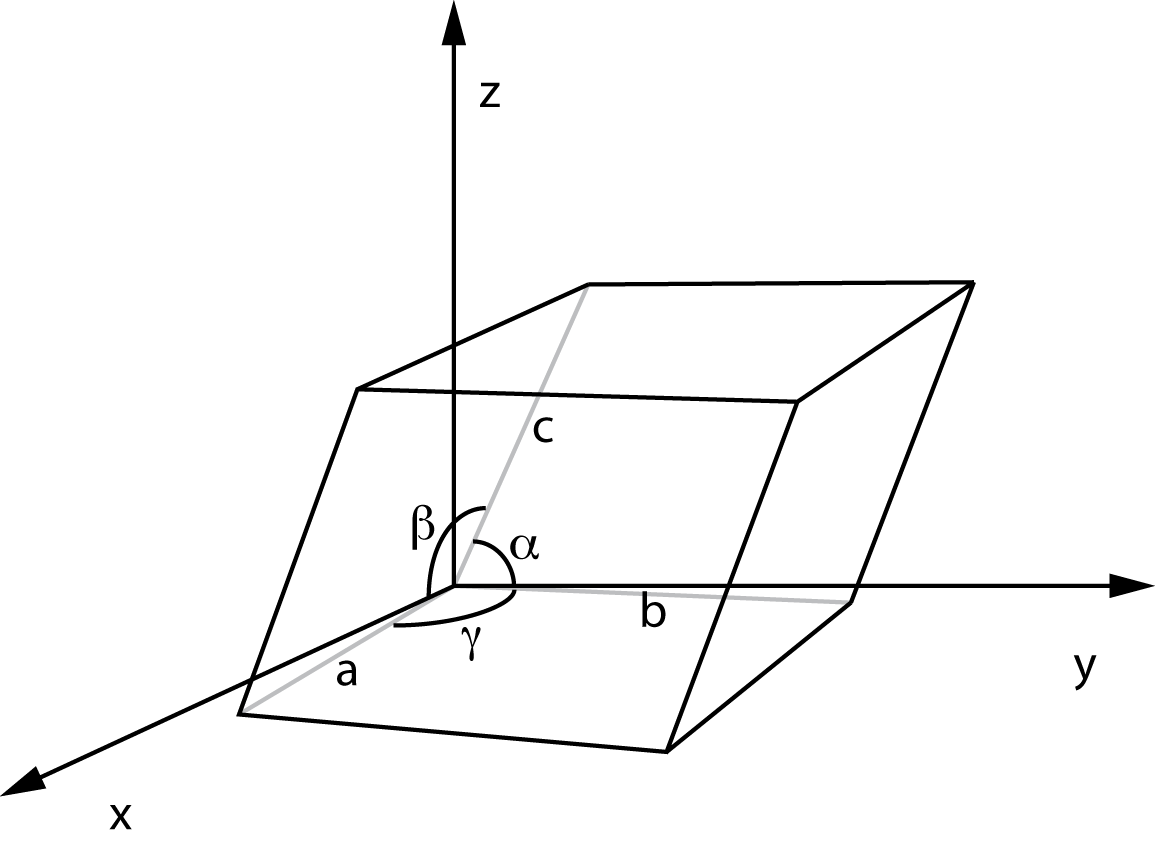
Елементарна комірка кристалічної ґратки з шістьма різними параметрами

Пері́од кристалі́чної ґра́тки, параметр елементарної комірки — величина довжини ребра або кута елементарної комірки кристалічної ґратки, що використовується для опису елементарної комірки кристала. 

## Загальна характеристика
Для найпростіших ідеальних одноатомних кубічних ґраток це просто відстань між сусідніми атомами. У загальному випадку — це якнайменша відстань, при зсуві (трансляції) на яку ґратка точно відтворює свій початковий вигляд, тобто в кожному вузлі опиняються атоми того ж сорту, що й до зсуву.
Період кристалічної ґратки доволі часто називають також сталою ґратки, хоча цей термін не зовсім точний, оскільки період залежить від температури, тож є лише сталим при сталій температурі.

## Визначення
Кристалічна ґратка визначається періодичною трансляцією елементарної комірки при якій ґратка точно відтворює свій початковий вигляд. Ґратка задається векторами й додатково вказуються кути між ними.
Для опису тривимірної кристалічної ґратки необхідні максимально шість параметрів: три довжини й три кути. Ці шість параметрів визначають елементарну комірку, та позначаються як правило: a, b, c та α, β, γ. Три з них a, b, c — параметри рядів по осях x, y, z, або довжини векторів ґратки. Одиниці виміру для них часто використовуються Å чи нм.. Три інші параметри α, β та γ — кути між векторами:
- α кут між b та c,
- β кут між a та c,
- γ кут між a та b.

В залежності від сингонії, деякі параметри кристалічної ґратки можуть бути однакові, або можуть відрізнятися. Так єдиним періодом кристалічної ґратки характеризуються лише кристали кубічної сингонії, маючи на увазі що параметри a=b=c і α=β=γ=90°, тому надається лише величина параметра a. В загальному випадку ґраток нижчої симетрії, періодів буде більше.
Структуру кристалічної ґратки та її періоди визначають за допомогою дифракції рентгенівських променів чи електронів.